# سیارک ۱۸۸۳
سیارک ۱۸۸۳ (به انگلیسی: 1883 Rimito، نام‌گذاری: 1942XA) هزار و هشتصد و هشتاد و سومین سیارک کشف شده‌است که در ۴ دسامبر ۱۹۴۲ کشف شد.
قدر مطلق سیارک برابر ۱۳٫۱۰ است.